# P̂
 (avril 2023).
Si vous disposez d'ouvrages ou d'articles de référence ou si vous connaissez des sites web de qualité traitant du thème abordé ici, merci de compléter l'article en donnant les références utiles à sa vérifiabilité et en les liant à la section « Notes et références ».
Cette page contient des caractères spéciaux ou non latins. S’ils s’affichent mal (▯, ?, etc.), consultez la page d’aide Unicode.
P̂ (minuscule : p̂), appelé P accent circonflexe, est un graphème utilisé dans l’écriture du khinalug. Il s’agit de la lettre P diacritée d'un accent circonflexe.

## Utilisation
Le p̂ est utilisé dans l’alphabet khinalug de 2013.

## Représentations informatiques
Le P accent circonflexe peut être représenté avec les caractères Unicode suivants (latin de base, diacritiques), :
| formes    | représentations | chaînes de caractères | points de code | descriptions                                             |
| --------- | --------------- | --------------------- | -------------- | -------------------------------------------------------- |
| capitale  | P̂               | P◌̂                    | U+0050 U+0302  | lettre majuscule latine p diacritique accent circonflexe |
| minuscule | p̂               | p◌̂                    | U+0070 U+0302  | lettre minuscule latine p diacritique accent circonflexe |